# Звукометрия

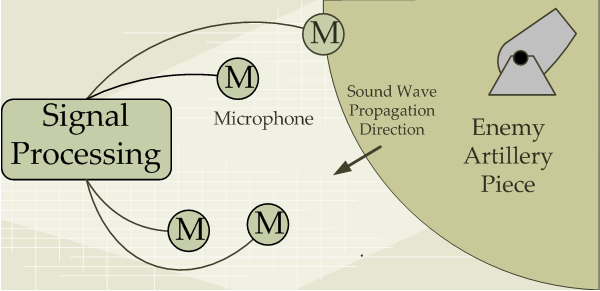
Принцип работы звукометрической установки

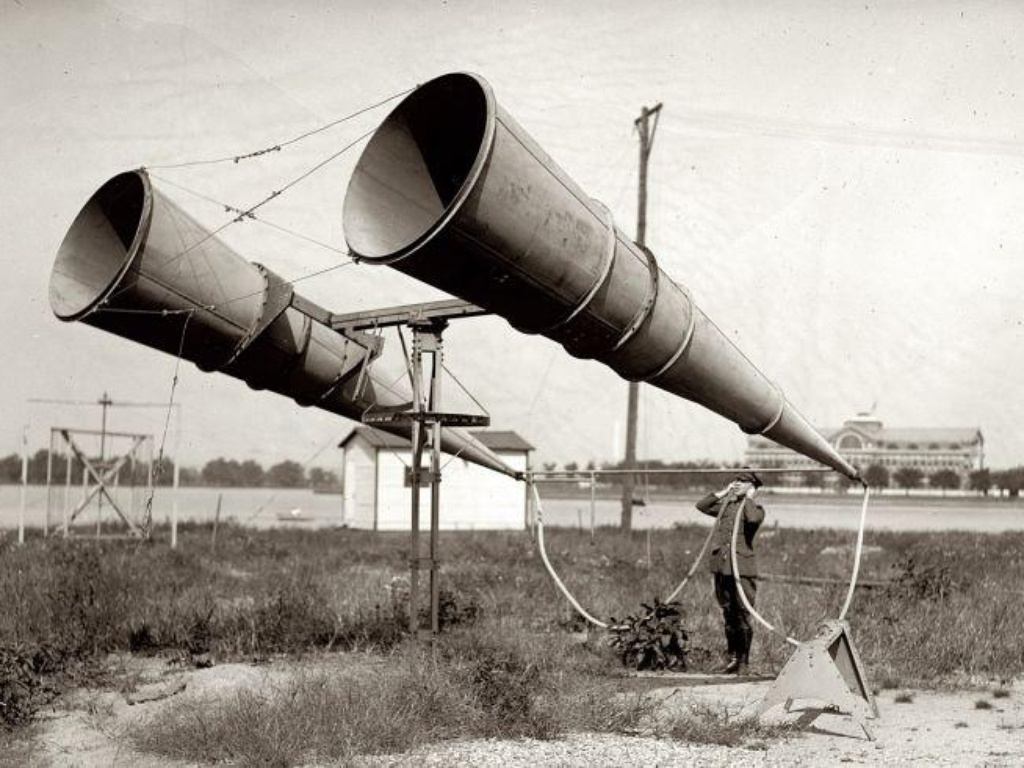
Средства звукового наблюдения (звукоулавливатель). Для обнаружения самолётов войсками ПВО применялись звукоулавливатели, которые по звуковым волнам, излучаемым моторами и винтами самолёта, позволяли определять направление, но не расстояние, на услышанный самолёт.

Звукоме́трия (также звуковая разведка) — процесс поиска объекта по создаваемому им звуку в возухе (в отличие от гидролокации).
Особо широко применяется в военном деле для выявления расположения артиллерийских батарей противника и ведения контрбатарейной стрельбы, позднее самолётов противника. Также принцип звукометрии используется и для определения координат выстрелов из стрелкового оружия, например системами ShotSpotter и Бумеранг.

## История
В русской армии ВС России первая звукометрическая станция была создана в 1909 году.
После начала первой мировой войны в Германии и Франции с первых же дней войны применялась разведка артиллерийских позиций противника методом свето-звукового наблюдения, в дальнейшем в войска начали поступать первые звукоприёмники, а после стабилизации линии Западного фронта и перехода сторон к «окопной войне» развитие звуковой разведки значительно активизировалось.
В русской армии первый отряд звукометрической разведки был создан и направлен на фронт в августе 1914 года и в этом же месяце установил местоположение одной немецкой артиллерийской батареи (за сентябрь 1914 года отряд установил позиции ещё трёх батарей, а в дальнейшем отличился в ходе Ивангородской операции в боях у деревень Пеньково и Парембо-Гурно).
Во время второй мировой войны использовались звукобатареи. Они могли состоять из нескольких микрофонов, устанавливаемых с привязкой к местности на большом удалении; соединённых с ними проводами самописцев, регистрировавших задержку по времени моментов прихода к микрофонам звука выстрела; и присоединённого к оборудованию включателя (его нажимал наблюдатель, находившийся на передовой, когда слышал выстрел). 
Для того чтобы мембранные звукоприемники воспринимали бы выстрелы даже отдаленных пушек, а тем более и слабые звуки минометов - они должны дугой располагаться от переднего края нашей пехоты - обычно в двух, но не далее трех километров.
Определение направления на источник звука из нескольких разных удалённых друг от друга мест позволяло приближённо определить и его координаты. Затем по источнику могли сделать выстрел, аналогично определяли координаты места разрыва, и отличие координат. 
Успешное применение звукобатарей подробно описано в автобиографическом рассказе служившего в артиллерии А. Солженицына.